# Тараса
Тараса (шп. Tarrasa; кат. Terrassa) град је у Шпанији у аутономној заједници Каталонија у покрајини Барселона. Према процени из 2008. у граду је живело 206.245 становника, што је највећи број мештана до тад.

## Становништво
| 1981.   | 1991.   | 2001.   |
| ------- | ------- | ------- |
| 155.614 | 158.063 | 173.775 |

## Партнерски градови
- Pamiers
- Örebro Municipality